# Den gyllene liljan

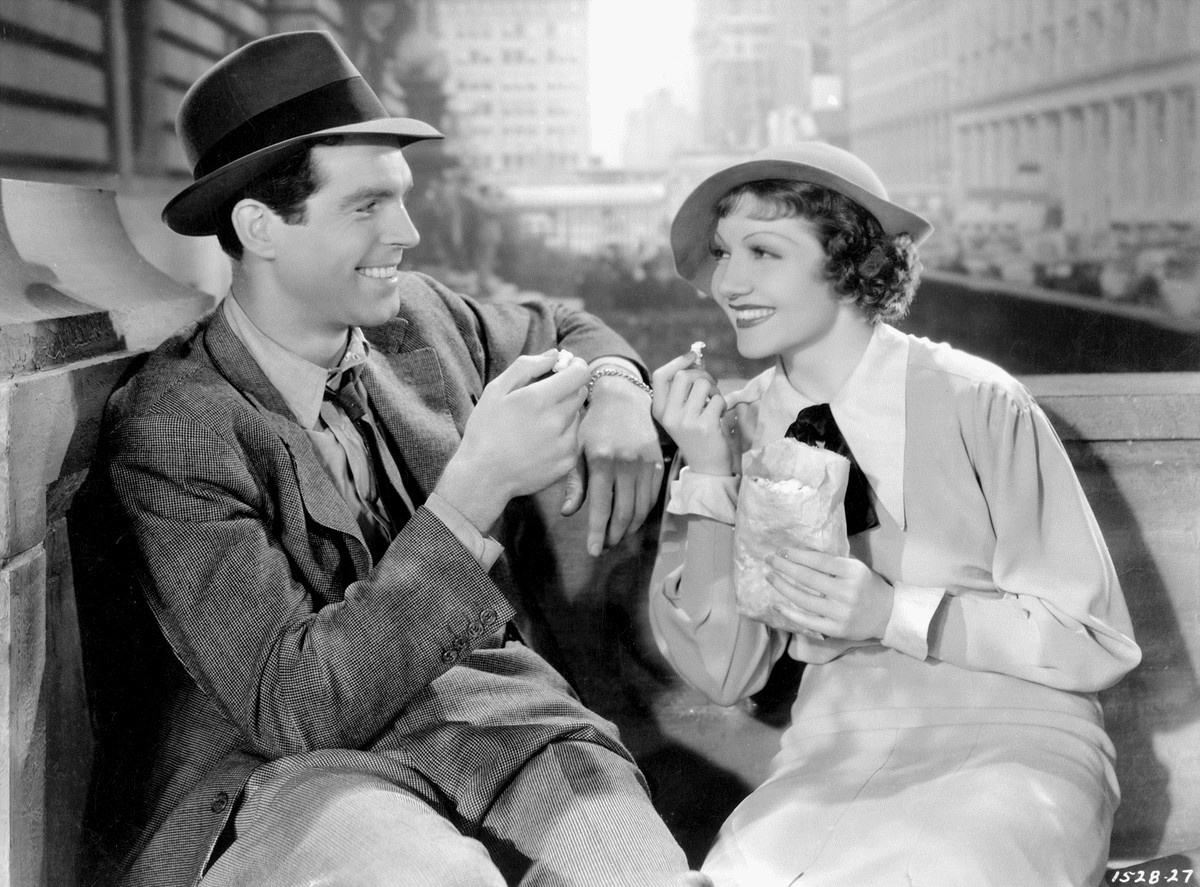
Fred MacMurray och Claudette Colbert, promotionbild för filmen.

Den gyllene liljan är en amerikansk film från 1935 i regi av Wesley Ruggles. Filmen var den första av totalt sju stycken som skådespelarna Claudette Colbert och Fred MacMurray gjorde tillsammans.

## Handling
Stenografen Marilyn och journalisten Peter träffas en dag i veckan för att umgås ganska oskyldigt vid en bänk utanför stadsbiblioteket i New York. När Peter erkänner att han är kär i Marilyn gör hon klart att hon bara ser honom som en vän. Senare samma dag träffar hon på en brittisk aristokrat som är i USA inkognito. Han berättar inget om sin bakgrund och att han är förlovad hemma i England. När Peter får veta vad som hänt skriver han ihop en historia som gör Marilyn till en mediasensation.

## Rollista
- Claudette Colbert - Marilyn David
- Fred MacMurray - Peter Dawes
- Ray Milland - Charles Gray
- C. Aubrey Smith - Lloyd Granton
- Luis Alberni - Nate Porcopolis
- Eddie Craven - Eddie, fotograf
- Donald Meek - Hankerson
- Charles Irwin - Oscar
- Forrester Harvey - Hugo